# Laurent Lokoli
Laurent Lokoli (* 18. Oktober 1994 in Bastia) ist ein französischer Tennisspieler.

## Karriere
Laurent Lokoli spielt hauptsächlich auf der ATP Challenger Tour und der ITF Future Tour. Er konnte bislang zwei Einzel- und einen Doppelsieg auf der Future Tour feiern. Auf der Challenger Tour gewann er 2014 das Doppelturnier in Blois.
Sein Grand-Slam-Debüt gab er 2014 bei den French Open, als er sich über die Qualifikation ins Hauptfeld spielte. In der ersten Runde traf er auf Steve Johnson, gegen den er knapp in fünf Sätzen scheiterte. Im Doppel erhielt er zusammen mit Tristan Lamasine eine Wildcard für das Hauptfeld des Turniers. Wie im Einzel war auch im Doppel bereits in Runde eins Schluss, sie verloren in zwei Sätzen gegen das spanische Duo David Marrero und Fernando Verdasco. Nach der erstmaligen Qualifikation im Einzel verbesserte er sich im Ranking um 76 Plätze und stand nach den French Open auf Platz 330 der Weltrangliste.

## Erfolge
| Legende (Anzahl der Siege)  |
| Grand Slam                  |
| ATP World Tour Finals       |
| ATP World Tour Masters 1000 |
| ATP World Tour 500          |
| ATP World Tour 250          |
| ATP Challenger Tour (1)     |

### Doppel

#### Turniersiege
| Nr. | Datum         | Turnier | Belag | Partner          | Finalgegner                     | Ergebnis |
| --- | ------------- | ------- | ----- | ---------------- | ------------------------------- | -------- |
| 1.  | 14. Juni 2014 | Blois   | Sand  | Tristan Lamasine | Guillermo Durán Máximo González | 7:5, 6:0 |

## Abschneiden bei Grand-Slam-Turnieren

### Herreneinzel
| Turnier         | 2014 | 2015 | 2016 | 2017 | 2018 | 2019 | 2020 | 2021 | 2022 | 2023 | 2024 | Karriere |
| --------------- | ---- | ---- | ---- | ---- | ---- | ---- | ---- | ---- | ---- | ---- | ---- | -------- |
| Australian Open | —    | 1    | —    | —    | —    | —    | —    | —    | —    | 1    | Q1   | 1        |
| French Open     | 1    | —    | Q2   | 1    | —    | —    | —    | —    | Q1   | Q3   | —    | 1        |
| Wimbledon       | —    | —    | —    | —    | —    | —    |      | —    | —    | 1    | —    | 1        |
| US Open         | —    | —    | —    | —    | —    | —    | —    | —    | Q1   | Q1   | —    | —        |

Zeichenerklärung: S = Turniersieg; F, HF, VF, AF = Einzug ins Finale / Halbfinale / Viertelfinale / Achtelfinale; 1, 2, 3 = Ausscheiden in der 1. / 2. / 3. Hauptrunde; Q1, Q2, Q3 = Ausscheiden in der 1. / 2. / 3. Qualifikationsrunde; nicht ausgetragen

### Herrendoppel
| Turnier         | 2014 | Karriere |
| --------------- | ---- | -------- |
| Australian Open | —    | —        |
| French Open     | 1    | 1        |
| Wimbledon       | —    | —        |
| US Open         | —    | —        |

### Junioreneinzel
| Turnier         | 2011 | 2012 | Karriere |
| --------------- | ---- | ---- | -------- |
| Australian Open | —    | AF   | AF       |
| French Open     | AF   | 1    | AF       |
| Wimbledon       | —    | 1    | 1        |
| US Open         | —    | —    | —        |

### Juniorendoppel
| Turnier         | 2011 | 2012 | Karriere |
| --------------- | ---- | ---- | -------- |
| Australian Open | VF   | AF   | VF       |
| French Open     | 1    | AF   | AF       |
| Wimbledon       | —    | 1    | 1        |
| US Open         | —    | —    | —        |